# Barat Shakinskaya
Barat Shakinskaya (en azerí: Barat Şəkinskaya) fue actriz de teatro y de cine de Azerbaiyán, Artista del Pueblo de la RSS de Azerbaiyán.

## Biografía
Barat Shakinskaya nació el 28 de junio de 1914 en Şuşa. En 1923 su familia se trasladó a Ganyá. En 1927 ingresó en la escuela pedagógica de Ganyá y se graduó en 1930. Desde 1935 trabajó en el Teatro Académico Estatal de Drama de Azerbaiyán. Barat Shakinskaya fue la primera actriz en Azerbaiyán, que interpretó los papeles masculinos en las obras teatrales. Se le concedió el título de Artista de Honor de la RSS de Azerbaiyán en 1940 y Artista del pueblo de la RSS de Azerbaiyán en 1949.
Barat Shakinskaya murió el 14 de enero de 1999 en Bakú y fue enterrada en el Segundo Callejón de Honor. En 2014 se celebró el 100º aniversario de la actriz en Bakú.

## Filmografía
- 1956 - “No eso, entonces esto”
- 1957 - “Bajo el cielo caliente”
- 1961 – “La historia rara”
- 1962 – “Telefonista”
- 1978 – “El hombre de la casa”
- 1980 – “Su pobre amor”
- 1981 – “La vida de Uzeyir”

## Premios y títulos
- Artista de Honor de la RSS de Azerbaiyán (1940)
- Artista del Pueblo de la RSS de Azerbaiyán (1949)